# Jerónimo Suñol

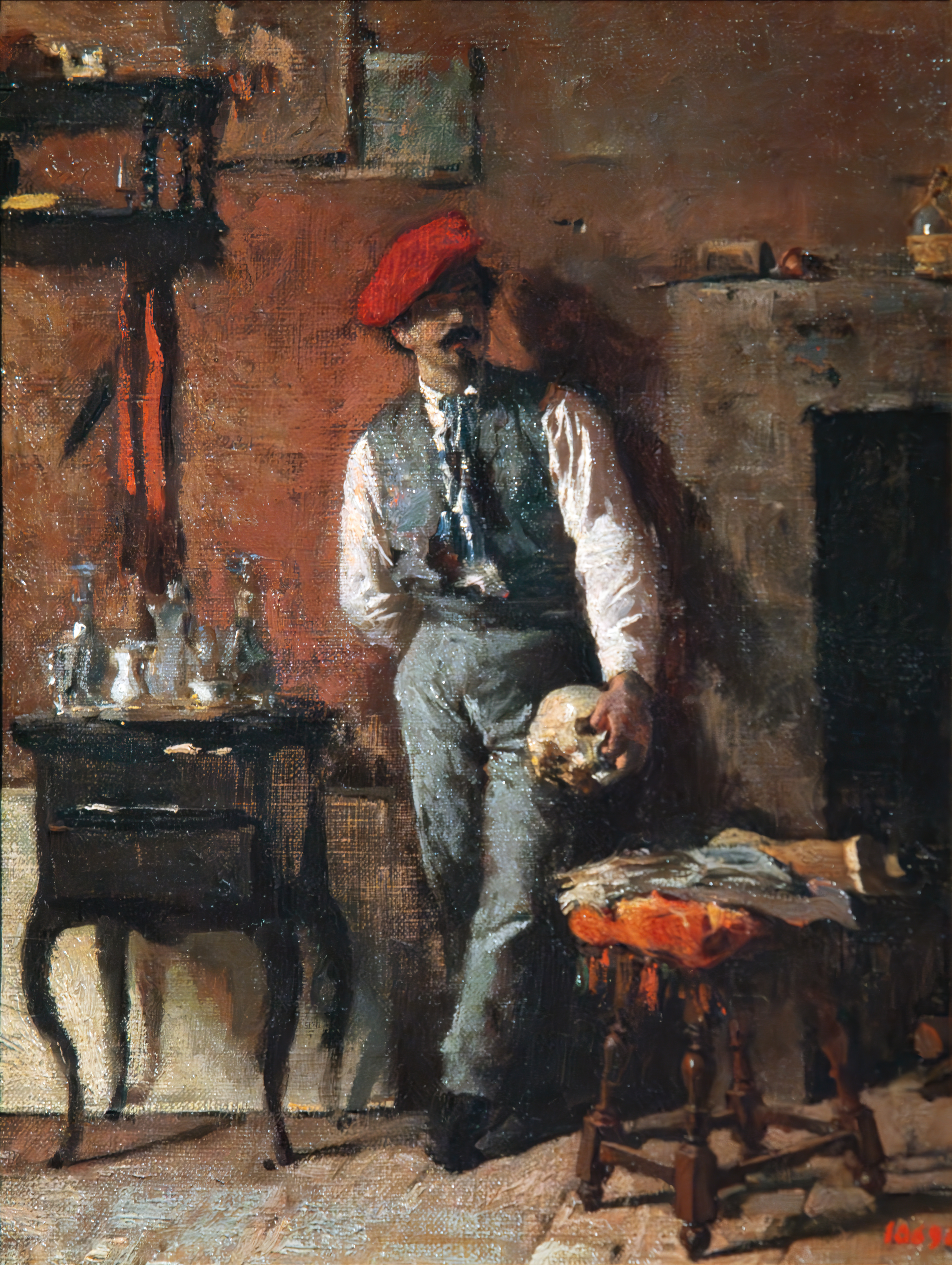
Retrato do escultor Jeroni Suño - Marià Fortuny

Jerónimo Suñol i Pujol (Barcelona, 1839 — Madrid, 1902) foi um escultor espanhol.

## Obra

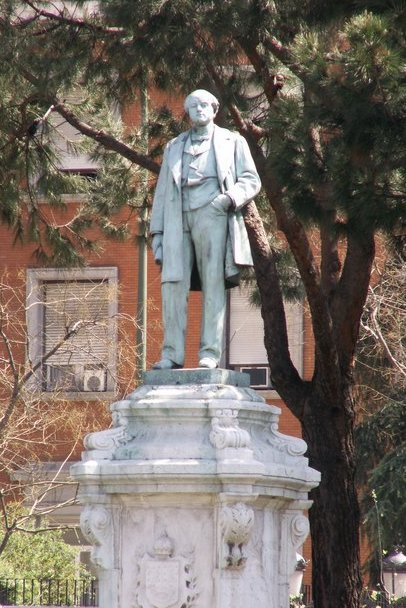
Estátua do marquês de Salamanca en Madrid esculpida por Suñol.

- Dante (1864) (a sua obra mais importante)
- Himeneo (1866)
- Petrarca (1866)
- Mausoleo de Leopoldo O'Donnell
- Monumento a Cristóvão Colombo, Madrid
- Réplica do monumento a Colombo, Central Park de Nova Iorque
- Urna funenária do General Mariano Álvarez de Castro, Gerona (1892)
- Virgem de Covadonga, Oviedo (1900)
- Marquês de Salamanca en Madrid.